# Xanthorhoe frigida
Xanthorhoe frigida är en fjärilsart som beskrevs av Gordon J. Howes 1946. Xanthorhoe frigida ingår i släktet Xanthorhoe och familjen mätare. Inga underarter finns listade i Catalogue of Life.